# ГЕС Нова-Понте
ГЕС Нова-Понте — гідроелектростанція на сході Бразилії у штаті Мінас-Жерайс. Знаходячись перед ГЕС Міранда, є верхньою серед кількох великих електростанцій у каскаді на річці Арагуарі, яка впадає зліва у Паранаїбу (верхня течія Парани).
Для роботи ГЕС річку перекрили кам'яно-накидною греблею з ядром з мулистого дрібного піску, котрий забезпечує непроникність споруди. Вона має висоту 142 метри, довжиною 1620 метрів та потребувала для свого зведення 13,4 млн м3 матеріалу. Гребля утримує велике водосховище з площею поверхні 443 км2 та об'ємом 12,8 млрд м3 (корисний об'єм 10,4 млрд м3), для якого нормальним коливанням рівня є знаходження між позначками 775,5 та 815 метрів НРМ.
Пригреблевий машинний зал обладнали трьома турбінами типу Френсіс потужністю по 170 МВт, які працюють при напорі у 96 метрів.